# Josef Schnuch
Josef Schnuch (* 25. Juni 1906 in Ründeroth; † 12. Oktober 1992 in Wellen) war ein deutscher Unternehmer.

## Leben
Nach einem Volontariat bei der Deutschen Bank in Köln trat er 1929 in die Trierer Kalk- und Dolomitwerke AG in Wellen an der Mosel ein. Das Unternehmen bestand seit 1889 und stellte Branntkalk aus Rohdolomit her. In den folgenden Jahren war er als Mitglied des Vorstandes entscheidend am Ausbau der Werke beteiligt. Im April 1951 übernahm er das Unternehmen aus französischer Verwaltung und vergrößerte es durch Erweiterung der Produktpalette um Beton und Zement sowie Zukauf weiterer Firmen der Baustoffbranche. 1968 hatten die Trierer Kalk-, Dolomit- und Zementwerke (TKDZ) insgesamt fast 1.000 Mitarbeiter und gehörten damit zu den größten Arbeitgebern der Region. 1970 verkaufte er an die Dolomitwerke GmbH Wülfrath, blieb jedoch bis 1976 Geschäftsführer und bis zu seinem Tode Mitglied des Beirates.
Schnuch war nicht nur wegen seiner unternehmerischen Leistung, sondern auch für sein soziales und kulturelles Engagement bekannt. 1969 wurde er Ehrenbürger von Wellen, schon zu Lebzeiten wurde in dem Ort eine Straße nach ihm benannt. Von 1972 bis 1989 war er Vorsitzender des Freundeskreises der Universität Trier, die ihn zum Ehrensenator ernannte. Außerdem wurde er mit dem Großen Bundesverdienstkreuz ausgezeichnet.